# Eleccions legislatives neerlandeses de 2010
Les eleccions legislatives neerlandeses de 2010 se celebraren el 9 de juny de 2010, per a renovar els 150 membres de la Tweede Kamer mitjançant un sistema de llista de partit per representació proporcional. Se celebraren després del trencament de la coalició de govern per part del Partit del Treball a causa de l'enviament de soldats neerlandesos a la Guerra de l'Afganistan, cosa que provocà la caiguda del quart govern Balkenende el 23 de febrer de 2010.
Contra el que pronosticaven les enquestes, es produí una forta davallada de la Crida Demòcrata Cristiana i el partit més votat fou el Partit Popular per la Llibertat i la Democràcia (VVD), el líder del qual, Mark Rutte, fou el més valorat en els debats televisius, i sense que li afectés gaire la defecció de Rita Verdonk (Orgull dels Països Baixos). El Partit Socialista perd gairebé la meitat dels escons obtinguts, mentre que el Partit per la Llibertat obté el tercer lloc en vots i escons.

## Resultats
| ← Eleccions legislatives neerlandeses de 2010 → |                                                       |                      |           |      |        |
| Partit                                          | Partit                                                | Líder                | Vots      | %    | Escons |
|                                                 | Partit Popular per la Llibertat i la Democràcia (VVD) | Mark Rutte           | 1.929.575 | 20,5 | 31     |
|                                                 | Partit del Treball (PvdA)                             | Job Cohen            | 1.848.805 | 19,6 | 30     |
|                                                 | Partit per la Llibertat (PVV)                         | Geert Wilders        | 1.454.493 | 15,5 | 24     |
|                                                 | Crida Demòcrata Cristiana (CDA)                       | Jan Peter Balkenende | 1.281.886 | 13,6 | 21     |
|                                                 | Partit Socialista (SP)                                | Emile Roemer         | 924.696   | 9,8  | 15     |
|                                                 | Demòcrates 66 (D66)                                   | Alexander Pechtold   | 654.157   | 7,0  | 10     |
|                                                 | Esquerra Verda (GL)                                   | Femke Halsema        | 628.096   | 6,7  | 10     |
|                                                 | Unió Cristiana (CU)                                   | André Rouvoet        | 305.094   | 3,2  | 5      |
|                                                 | Partit Polític Reformat (SGP)                         | Kees van der Staaij  | 163.581   | 1,7  | 2      |
|                                                 | Partit pels Animals (PvdD)                            | Marianne Thieme      | 122.317   | 1,3  | 2      |
|                                                 | Altres                                                |                      |           |      |        |
| Total                                           | Total                                                 |                      | 9.416.001 | 75,4 | 150    |
|                                                 |                                                       |                      |           |      |        |

## Conseqüències
El primer ministre sortint Jan Peter Balkenende va dimitir cop a cap de la Crida Demòcrata Cristiana i va renunciar al seu escó parlamentari la mateixa nit de les eleccions, dient que ho feia per "responsabilitat política" a causa dels resultats electorals del seu partit donat que "el votant s'ha pronunciat, el resultat és clar".
Les expectatives eren que la formació d'un nou govern podria portar el seu temps. Alguns mitjans de comunicació internacionals van especular que "per primera vegada a la història d'aquest país un jueu, encara que laic, està a punt de convertir-se en el pròxim primer ministre ... Job Cohen, que fins fa poc era l'alcalde d'Amsterdam, ... es troba al final d'una llarga batalla per governar el país que va començar al febrer, quan el PvdA es va retirar del govern de coalició perquè no volia enviar més tropes neerlandeses a l'Afganistan." Els mitjans de comunicació internacionals també ho consideren com una ajustada victòria per a la "mentalitat d'austeritat" dels liberals enmig de la crisi de la zona euro de 2010.

## Galeria d'imatges

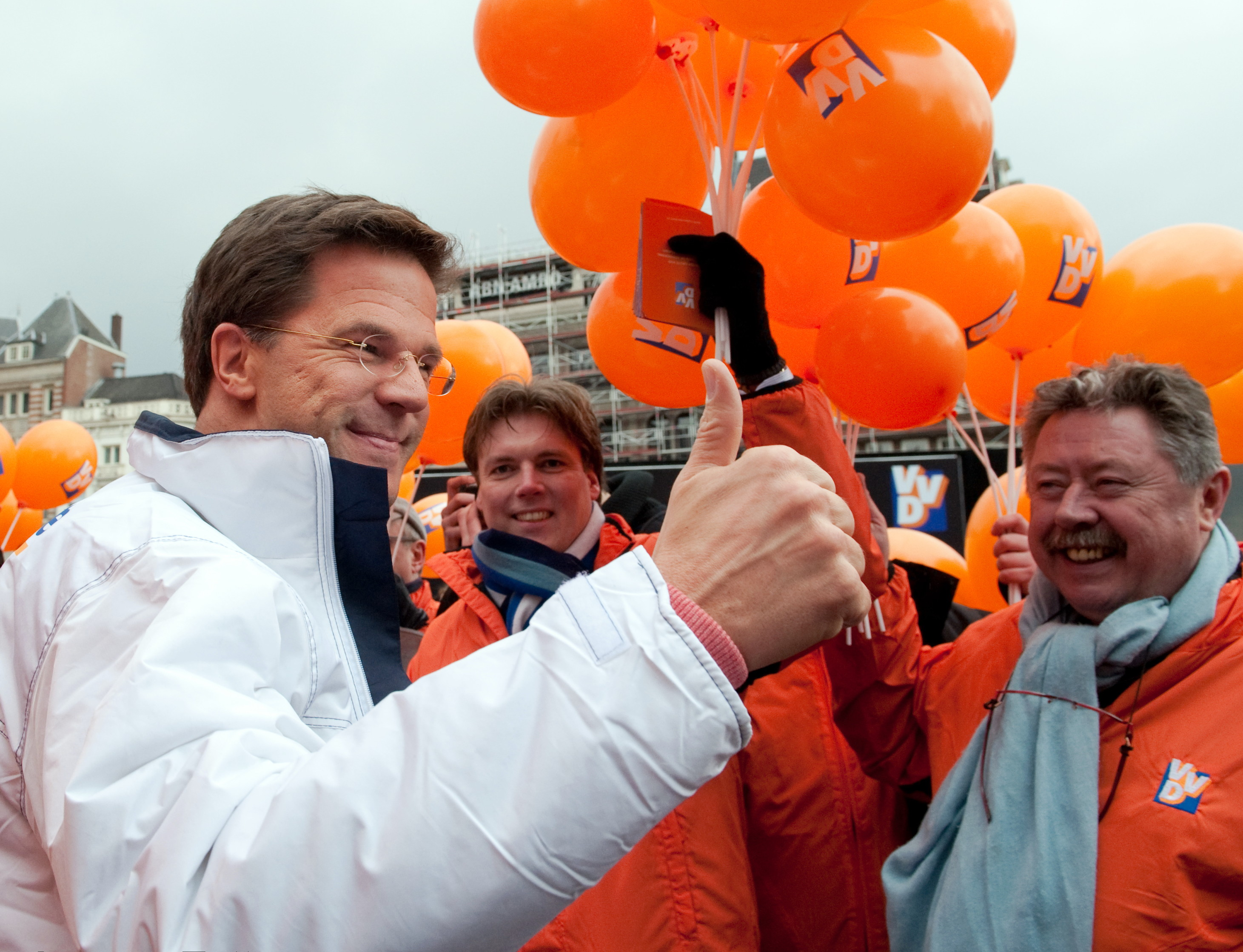
Mark Rutte en campanya
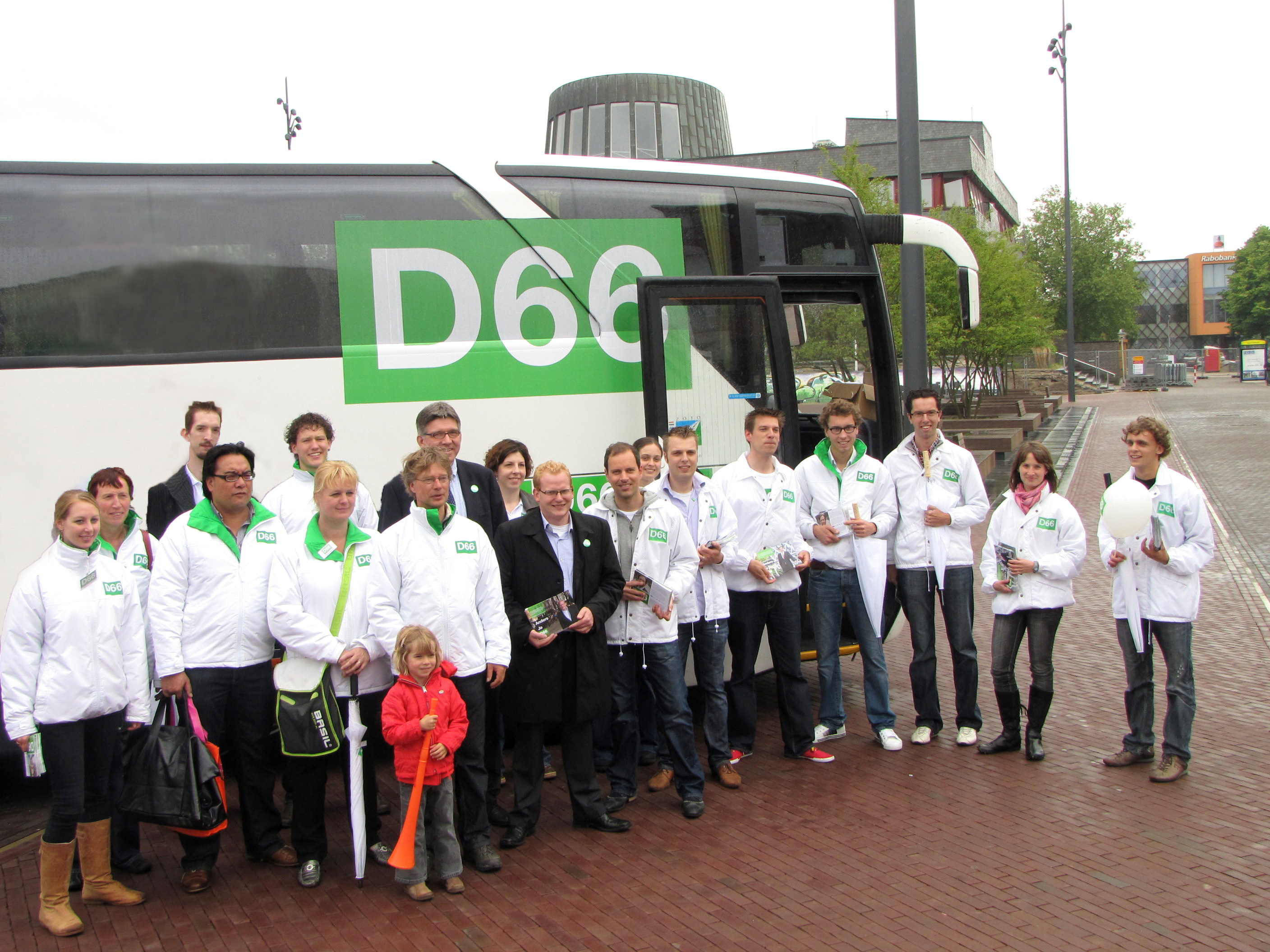
Bus de campanya de D66 a Doetinchem
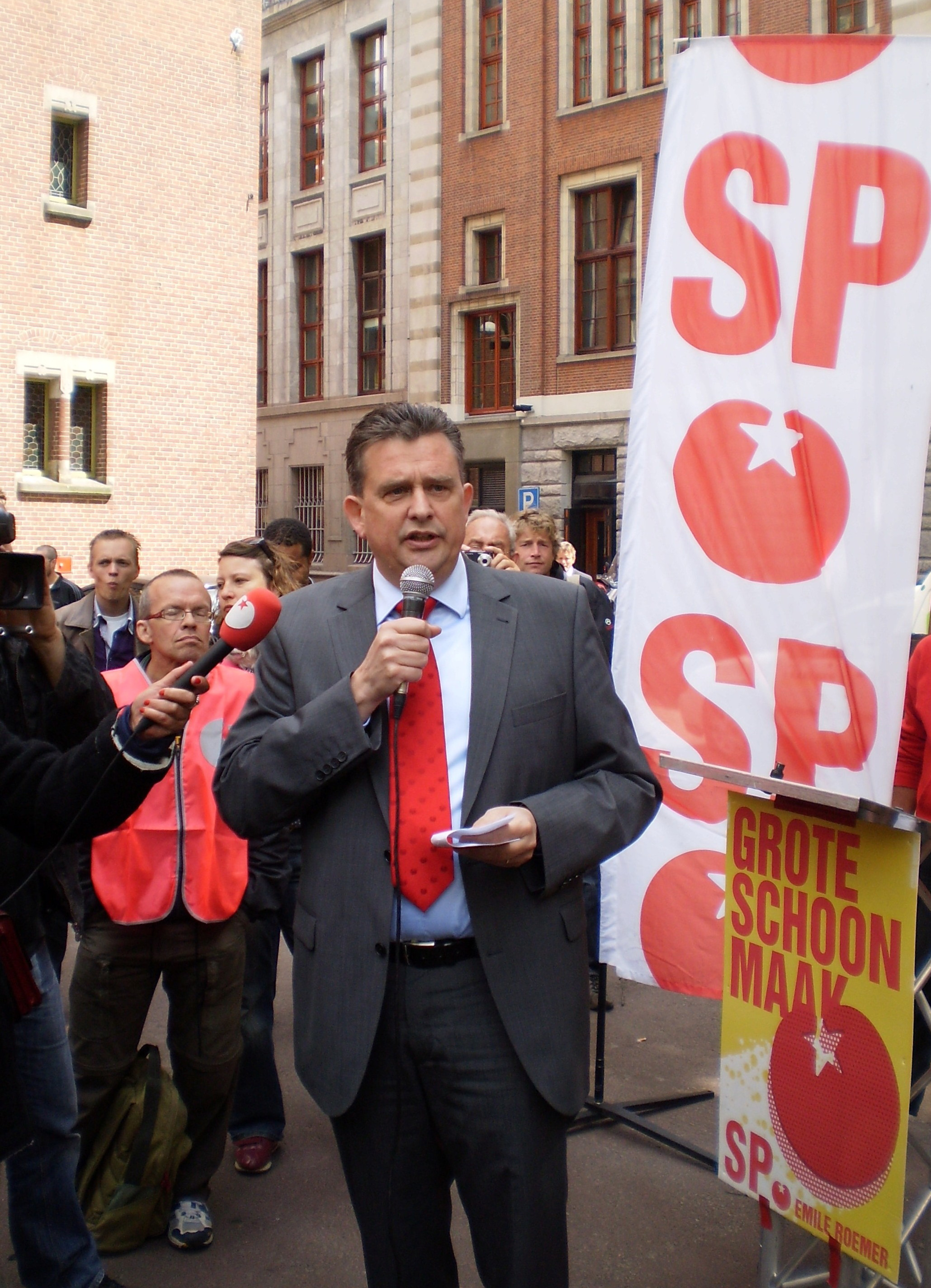
Campanya d'Emile Roemer (SP)

## Enquestes
| Partit | 2006 | 2006         | Politieke Barometer | Politieke Barometer           | Peil.nl  | Peil.nl             | TNS-NIPO  | TNS-NIPO            |
| Partit | %    | Escons (150) | 8-6-2010            | Enquesta de sortida (21.00 h) | 7-6-2010 | Enquesta de sortida | 31-5-2010 | Enquesta de sortida |
| --- | ---- | ------------ | ------------------- | ----------------------------- | -------- | ------------------- | --------- | ------------------- |
| CDA | 26.5 | 41           | 24                  | 21                            | 25       | 24                  | 21        | 21                  |
| PvdA | 21.2 | 33           | 30                  | 31                            | 30       | 30                  | 31        | 29                  |
| SP | 16.6 | 25           | 14                  | 15                            | 12       | 13                  | 13        | 15                  |
| VVD | 14.7 | 22           | 33                  | 31                            | 36       | 34                  | 37        | 36                  |
| PVV | 5.9  | 9            | 17                  | 23                            | 18       | 18                  | 17        | 18                  |
| GL | 4.6  | 7            | 11                  | 11                            | 10       | 11                  | 8         | 10                  |
| CU | 4.0  | 6            | 7                   | 5                             | 6        | 6                   | 9         | 6                   |
| D66 | 2.0  | 3            | 10                  | 10                            | 10       | 11                  | 10        | 11                  |
| PvdD | 1.8  | 2            | 2                   | 1                             | 1        | 1                   | 1         | 1                   |
| SGP | 1.6  | 2            | 3                   | 2                             | 2        | 2                   | 3         | 2                   |
| TON* | –    | –            | 0                   | 0                             | 0        | 0                   | 0         | 1                   |
| Altres | 1.2  | 0            | 0                   | 0                             | 0        | 0                   | –         | –                   |
| * Trots op Nederland és un partit format per Rita Verdonk com escissió del VVD el 2007 i que restà diputada independent. |      |              |                     |                               |          |                     |           |                     |